# Dick Quax
Theodorus Jacobus Leonardus "Dick" Quax, född 1 januari 1948 i Alkmaar, Noord-Holland, död 28 maj 2018 i Auckland, var en nyzeeländsk friidrottare inom medeldistanslöpning.
Han tog OS-silver på 5 000 meter vid friidrottstävlingarna 1976 i Montréal. 